# Наді
Наді (санскритом означає канал або вена) — канали, якими, за традиційними індійськими уявленнями, перетікає енергія в тонкому тілі. Наді поєднують між собою чакри. Наді багато в чому відповідають мерідіанам з традиційної китайської медицини.

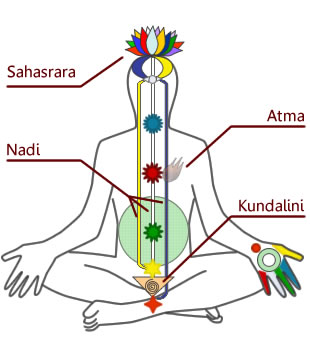
Чакри

Кількість наді оцінються по різному в різних текстах. Часто називають число 72000. В Трі-Шикхі-Брахмана-Упанішаді їх кількість вважається нескінченною. В Шива-Самхіті число наді вважається рівним 350000. Деякі роботи називають 72 головні наді, але найчастіше тільки 14 називаються за іменами: сушумна, іда, пінгала, сарасваті, пуша, варуна, гасті-джигва, яшасвіні, аламбуса, куху, вішва-удара, паясвіні, шанкхіні, ґангара.
Серед усіх наді виділяють три:
- Сушумна-наді проходить від основи хребта до верхівки голови
- Іда-наді знаходиться зліва від сушумни
- Пінгала-наді проходить справа від сушумни [1]